# 刁雍
刁 雍（ちょう よう、390年 - 484年）は、東晋から北魏にかけての軍人・官僚。字は淑和。本貫は勃海郡饒安県。

## 経歴
東晋の尚書令の刁協の曾孫にあたり、右衛将軍の刁暢の子として生まれた。伯父の刁逵が劉裕のために立て替えた社銭3万を、時期が来ても劉裕が返さなかったため、捕らえて取り立てたことがあった。これによって劉裕は刁逵に恨みを抱いた。404年（元興3年）、劉裕が桓玄を討つと、刁氏を処断しようと図った。刁雍は父の元部下の吏に匿われ、洛陽に逃げ込んで後秦の豫州牧の姚紹の庇護を受け、後に長安に入った。刁雍は書伝を広く読んでいたため、姚興により太子中庶子に任じられた。
417年（泰常2年）、後秦が滅ぶと、刁雍は司馬休之らとともに北魏に帰順した。仮の建義将軍となり、黄河と済水の間で流民を招集し、5000人あまりを得て、南の徐州や兗州に下って、さらなる軍勢を集めた。劉裕の派遣した部将の李嵩らが刁雍を攻撃してきたため、刁雍は蒙山で李嵩を斬った。かくして刁雍の兵は2万に達し、固山に進軍した。422年（泰常7年）3月、従弟の刁弥が兵を率いて京口に入り、刁雍も同時に連係して南朝宋を討とうとしたが、劉裕の派遣した兵に敗れた。6月、刁雍は再び宋の青州に侵入したが、敗れて残兵を収容し、馬耳山に入った。宋の青州軍の圧迫を受けて、大郷山に移った。
423年（泰常8年）、叔孫建らが明元帝の命を受けて青州を攻めていたが、苦戦していた。そこで刁雍は仮の鎮東将軍・青州刺史となり、東光侯の爵位を受け、青州に赴いた。叔孫建は東陽を攻めていたが、宋の青州刺史の竺夔は城内に掘った地下道から澠水澗に入る道を南への退路として確保していた。刁雍は城を落としたときのためにこの道を押さえておくよう進言したが、叔孫建は兵の損耗をおそれて聞き入れなかった。宋の将軍の檀道済らが青州の救援に現れたため、刁雍は5000の兵でこれと戦いたいと志願したが、叔孫建は自軍の疲弊を見て戦闘を許さず、退却を決断した。
その後、刁雍は尹卯固に駐屯した。軍を率いてまた南に進攻すると、項城を攻め落とした。譙・梁・彭・沛の民5000家あまりを招集して、27営を置き、済陰に移鎮した。433年（延和2年）、北魏が外黄城に徐州を立て、譙・梁・彭・沛の4郡9県を置くと、刁雍は平南将軍・徐州刺史に任じられ、東安侯の爵位を受けた。徐州にあること7年、438年（太延4年）に都の平城に召還されたが、南の国境地帯からたびたび下向を請われた。441年（太平真君2年）、使持節・侍中・都督揚豫兗徐四州諸軍事・征南将軍・徐豫二州刺史に任じられた。
442年（太平真君3年）、宋の将軍の裴方明が仇池を攻め落とすと、太武帝は建興公古弼ら十数人の将軍に命じて裴方明を討たせることとした。刁雍は東方の広陵に赴いて裴方明の帰路を遮り、京口まで進軍した。444年（太平真君5年）、征南将軍のまま薄骨律鎮将となり、河西高渠の北の灌漑と開墾の許可を得た。446年（太平真君7年）、このころ高平・安定・統万・薄骨律の4鎮から5000乗の車を出して、50万斛の穀物を沃野鎮に軍糧として供給していたことから、刁雍は200隻の船を造って黄河に浮かべて穀物を運ばせれば、労役を減らせるむねを上奏した。448年（太平真君9年）に治所の築城の許可を得て、449年（太平真君10年）3月に完成させ、刁公城と呼ばれた。
455年（興光2年）、平城に召還され、特進の位を受けた。465年（和平6年）、朝廷の礼楽を正すよう上奏し、公卿を集めて議論する運びとなったものの、ときの文成帝の死去に遭って沙汰やみとなった。皇興年間、刁雍は隴西王源賀や中書監の高允らとともに群臣の年長者として特に優待を受けた。
484年（太和8年）冬、死去した。享年は95。儀同三司・冀州刺史の位を追贈された。諡は簡といった。刁雍の残した詩・賦・頌・論および雑文は100篇あまりにおよび、とくに仏教・道教への篤い信仰を示した教誡20篇あまりが子孫に伝えられた。

## 子女
- 刁纂（長子、字は奉宗、中書侍郎、早逝）
- 刁遵（字は奉国）
- 刁紹（字は奉世、武騎侍郎、汝陰王拓跋天賜の下で涼州征西府司馬）
- 刁献（字は奉章、秘書郎）
- 刁融（字は奉業、汝陰郡太守）
- 刁粛（字は奉誠、中書博士）

## 伝記資料
- 『魏書』巻38 列伝第26
- 『北史』巻26 列伝第14